# Дрвеник Мали (Трогир)
Дрвеник Мали је насељено место у саставу града Трогира, на острву Дрвеник Мали, Сплитско-далматинска жупанија, Република Хрватска.

## Историја
До територијалне реорганизације у Хрватској налазио се у саставу старе општине Трогир.

## Становништво
На попису становништва 2011. године, Дрвеник Мали је имао 87 становника.
| Број становника по пописима | Број становника по пописима | Број становника по пописима | Број становника по пописима | Број становника по пописима | Број становника по пописима | Број становника по пописима | Број становника по пописима | Број становника по пописима | Број становника по пописима | Број становника по пописима | Број становника по пописима | Број становника по пописима | Број становника по пописима | Број становника по пописима | Број становника по пописима |
| --------------------------- | --------------------------- | --------------------------- | --------------------------- | --------------------------- | --------------------------- | --------------------------- | --------------------------- | --------------------------- | --------------------------- | --------------------------- | --------------------------- | --------------------------- | --------------------------- | --------------------------- | --------------------------- |
| 1857                        | 1869                        | 1880                        | 1890                        | 1900                        | 1910                        | 1921                        | 1931                        | 1948                        | 1953                        | 1961                        | 1971                        | 1981                        | 1991                        | 2001                        | 2011                        |
| 133                         | 0                           | 195                         | 220                         | 270                         | 302                         | 0                           | 294                         | 287                         | 307                         | 281                         | 202                         | 111                         | 56                          | 54                          | 87                          |

Напомена: До 1981. исказивано је под именом Мали Дрвеник. У 1866. и 1921. подаци су садржани у насељу Дрвеник Велики.

### Попис1991.
На попису становништва 1991. године, насељено место Дрвеник Мали је имало 56 становника, следећег националног састава:
| Попис 1991.‍ | Попис 1991.‍ | Попис 1991.‍ | Попис 1991.‍ | Попис 1991.‍ |
| ----------- | ----------- | ----------- | ----------- | ----------- |
|             |             |             |             |             |
| Хрвати      | Хрвати      |             | 56          | 100%        |
| укупно: 56  |             |             |             |             |